# كيفن ليغ
كيفن ليغ (بالإنجليزية: Kevin Legg)‏ هو لاعب كرة قدم أمريكي في مركز الوسط، ولد في 19 فبراير 1972 في سان دييغو في الولايات المتحدة. لعب مع نادي غوادالاخارا.